# Яново (Шумячский район)
Яново — деревня в Шумячском районе Смоленской области России. Входит в состав Снегирёвского сельского поселения. Население — 24 жителя (2007 год). 
Расположена в юго-западной части области в 7 км к северо-востоку от Шумячей, в 10 км севернее автодороги А101 Москва — Варшава («Старая Польская» или «Варшавка»), на берегу реки Каменка. В 13 км юго-восточнее деревни расположена железнодорожная станция Криволес на линии Рославль — Кричев. 

## История
В годы Великой Отечественной войны деревня была оккупирована гитлеровскими войсками в августе 1941 года, освобождена в сентябре 1943 года.